# فابیو فرارسی
فابیو فرارسی (انگلیسی: Fabio Ferraresi؛ زادهٔ ۲۴ مهٔ ۱۹۷۹) بازیکن فوتبال اهل ایتالیا است.
از باشگاه‌هایی که در آن بازی کرده‌است می‌توان به باشگاه فوتبال کیه‌وو ورونا، باشگاه فوتبال استون ویلا، باشگاه فوتبال دلفینو پسکارا، باشگاه فوتبال کیاسو، و باشگاه فوتبال آولینو اشاره کرد.